# Coquimbo (ort)
Coquimbo är en stad i Chile och ligger i regionen Coquimbo. Staden är huvudort för provinsen Elqui. Folkmängden uppgår till cirka 200 000 invånare, och tillsammans med den jämnstora grannstaden La Serena så har storstadsområdet cirka 400 000 invånare.
Medeltemperaturen är ca 18 grader i januari och februari och 11 i juli och augusti.[källa behövs]